# Velimir Valenta
Velimir Valenta (Clissa, 21 aprile 1929 – Mendrisio, 27 novembre 2004) è stato un canottiere jugoslavo, dal 1991 cittadino croato.

## Palmarès

### Olimpiadi
- Oro a Helsinki 1952 nel quattro senza.